# Verbandsgemeinde Kirn-Land
De Verbandsgemeinde Kirn-Land met 11.065 inwoners ligt in het district Bad Kreuznach in de Duitse deelstaat Rijnland-Palts.

## Gemeenten
De volgende gemeenten (Ortsgemeinden) maken deel uit van de Verbandsgemeinde Kirn-Land:
1. Bärenbach
2. Becherbach bei Kirn
3. Brauweiler
4. Bruschied
5. Hahnenbach
6. Heimweiler
7. Heinzenberg
8. Hennweiler
9. Hochstetten-Dhaun
10. Horbach
11. Kellenbach
12. Königsau
13. Limbach
14. Meckenbach
15. Oberhausen bei Kirn
16. Otzweiler
17. Schneppenbach
18. Schwarzerden
19. Simmertal
20. Weitersborn